# Lista de jornais de estatística
Esta é uma lista de jornais científicos (em inglês) publicados no campo da estatística.

## Introdução e difusão
- The American Statistician
- Significance

## Teoria geral e metodologia
- Annals of Statistics
- AStA Wirtschafts- und Sozialstatistisches Archiv
- Biometrika
- Communications in Statistics
- Journal of the American Statistical Association
- Journal of the Japanese Statistical Association
- Journal of Multivariate Analysis
- Journal of Probability and Statistical Sciences
- Journal of the Royal Statistical Society
- Sankhyā: The Indian Journal of Statistics
- Scandinavian Journal of Statistics
- Statistica Neerlandica
- Statistica Sinica
- Statistical Science
- Statistics & Probability Letters
- Stochastic Processes and their Applications

## Aplicações
- Annals of Applied Statistics
- Journal of Applied Statistics
- Journal of the Royal Statistical Society, Series C: Applied Statistics
- Journal of Statistical Software
- Statistics and Applications
- Statistical Modelling
- Statistics and its Interface
- Statistics and Risk Modeling
- The R Journal

## Educação estatística
- Journal of Statistics Education
- Teaching Statistics
- Technology Innovations in Statistics Education

## Especializados

### Bioestatística
- Biometrical Journal
- Biometrics
- Biometrika
- Biostatistics
- Communications in Biometry and Crop Science
- Pharmaceutical Statistics
- Statistical Applications in Genetics and Molecular Biology
- Statistical Methods in Medical Research
- Statistics in Biopharmaceutical Research
- Statistics in Medicine
- Turkiye Klinikleri Journal of Biostatistics

### Estatística computacional
- Communications in Statistics - Simulation and Computation|Communications in Statistics|Communications in Statistics - Simulation and Computation
- Computational Statistics
- Computational Statistics & Data Analysis
- Journal of Computational and Graphical Statistics
- Journal of Japanese Society of Computational Statistics
- Journal of Statistical Computation and Simulation
- Statistics and Computing

### Ciências físicas, tecnologia e qualidade
- Chemometrics and Intelligent Laboratory Systems
- Journal of Chemometrics
- Journal of Statistical Physics
- Physica A: Statistical mechanics and its applications|Physica A|Physica A: Statistical mechanics and its applications
- Technometrics

### Ciências ambientais e ecológicas
- Atmospheric Environment
- Environmental and Ecological Statistics
- Environmetrics
- Journal of Agricultural, Biological, and Environmental Statistics
- Journal of Environmental Statistics
- Stochastic Environmental Research and Risk Assessment

### Ciências sociais
- Behaviormetrika
- British Journal of Mathematical and Statistical Psychology|British journal of mathematical and statistical psychology|British Journal of Mathematical and Statistical Psychology
- Journal of Economic and Social Measurement[1]
- Journal of Educational and Behavioral Statistics
- Journal of the Royal Statistical Society, Series A: Statistics in Society
- Multivariate Behavioral Research
- Psychological Methods
- Psychometrika
- Structural Equation Modeling

### Econometria
- Applied Econometrics and International Development
- Econometric Reviews
- Econometric Theory
- Econometrica
- Journal of Applied Econometrics
- Journal of Business & Economic Statistics
- Journal of Econometrics
- Journal of Economic and Social Measurement
- The Review of Economics and Statistics

### Análise de séries temporais
- International Journal of Forecasting
- Journal of Time Series Analysis

## Jornais estatísticos de acesso livre
Os seguintes jornais são considerados de acesso livre:
- American Review of Mathematics and Statistics
- Bayesian Analysis
- Brazilian Journal of Probability and Statistics
- Chilean Journal of Statistics
- Journal of Official Statistics
- Journal of Machine Learning Research
- Journal of Modern Applied Statistical Methods
- Journal of Statistical Software
- Journal of Statistics Education
- Revista Colombiana de Estadistica −(Colombian Journal of Statistics)
- REVSTAT
- SORT
- Statistics Surveys
- Survey Methodology
- Technology Innovations in Statistics Education
- The R Journal